# Muara Takus
Muara Takus (en indonesio: Candi Muara Takus) es un complejo de templos budistas, que se cree que pertenecen al imperio Srivijaya. Está situado en la regencia de Kampar de la provincia de Riau, Sumatra, Indonesia. Se cree que sus templos supervivientes y otros restos arqueológicos datan de los siglos XI y XII. Es uno de los complejos de templos antiguos más grandes y mejor conservados de Sumatra.

## Historia

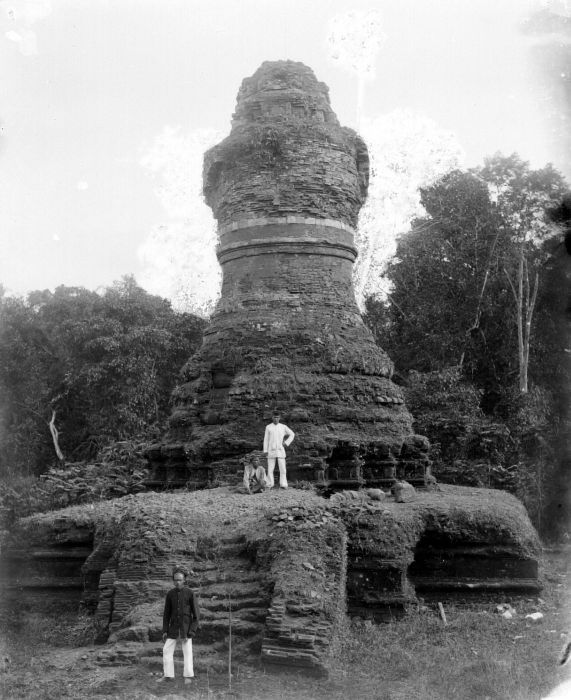
Ruinas de la estupa Muara Takus in 1933.

El Candi Muara Takus fue construido por el imperio marítimo de Sriwijaya en el siglo XI. La arquitectura y el diseño de los templos indican claramente que son de origen budista mahayana. Schnitger ha sugerido que los templos principales en Muara Takus podrían haber sido renovados en el siglo XII. Se cree que el área fue utilizada como centro religioso y comercial por el imperio Srivijaya.
El sitio fue abandonado por muchos siglos antes de ser redescubierto por Cornet De Groot en 1860.  El sitio fue explorado y estudiado por WP Groenveld en 1880 y desde entonces se han realizado excavaciones periódicamente. La investigación sobre el sitio arqueológico de Muara Takus se llevó a cabo en 1983 y dio como resultado la cartografía de los antiguos restos de terraplenes, el compuesto del Templo Mahligai y otras estructuras antiguas. El yacimiento ahora está protegido como monumento nacional.

## Diseño y decoración
El complejo del templo de Muara Takus está rodeado por un muro perimetral de piedra de un metro de altura que mide 74 x 74 metros. El muro exterior contiene una entrada en el lado norte. Dentro de las paredes se encuentran los restos de cuatro templos budistas sustanciales (candi). El más inusual de estos es Candi Mahligai. Esta estupa budista en forma de loto es única en Indonesia, aunque existen numerosas estructuras antiguas similares en Tailandia y Birmania. Esta estructura se basa en una base octogonal y alcanza una altura de 14,30 metros. El nivel superior de la estupa está decorado con figuras de leones que son apenas perceptibles desde abajo.
En el lado este de Candi Mahligai está la base de Candi Palangka. Está construido en piedra roja y ahora únicamente alcanza una altura de 1,45 metros. Se informó que era mucho más alto en el momento de las primeras expediciones coloniales al sitio, pero las terrazas superiores ya se habían derrumbado. 
Una tercera estructura dentro del complejo es Candi Bungsu. Lo más sorprendente de este templo es que fue construido a partir de dos tipos de piedra muy diferentes. Una parte está construida de piedra roja y la otra sección de piedra arenisca. Este templo ahora alcanza una altura de 6.20 metros. 
La estructura más grande en Candi Muara Takus, es Candi Tua. Su base mide 32,80 metros x 21,80 metros y alcanza una altura de 8,50 metros. Este templo está aterrazado y tiene cierta semejanza en su diseño con la estupa mucho más grande, Borobudur, en Java. Al igual que todos los templos en Muara Takus, Candi Tua presenta una decoración minimalista. La característica decorativa más notable son las figuras de leones sentados en las terrazas superiores.

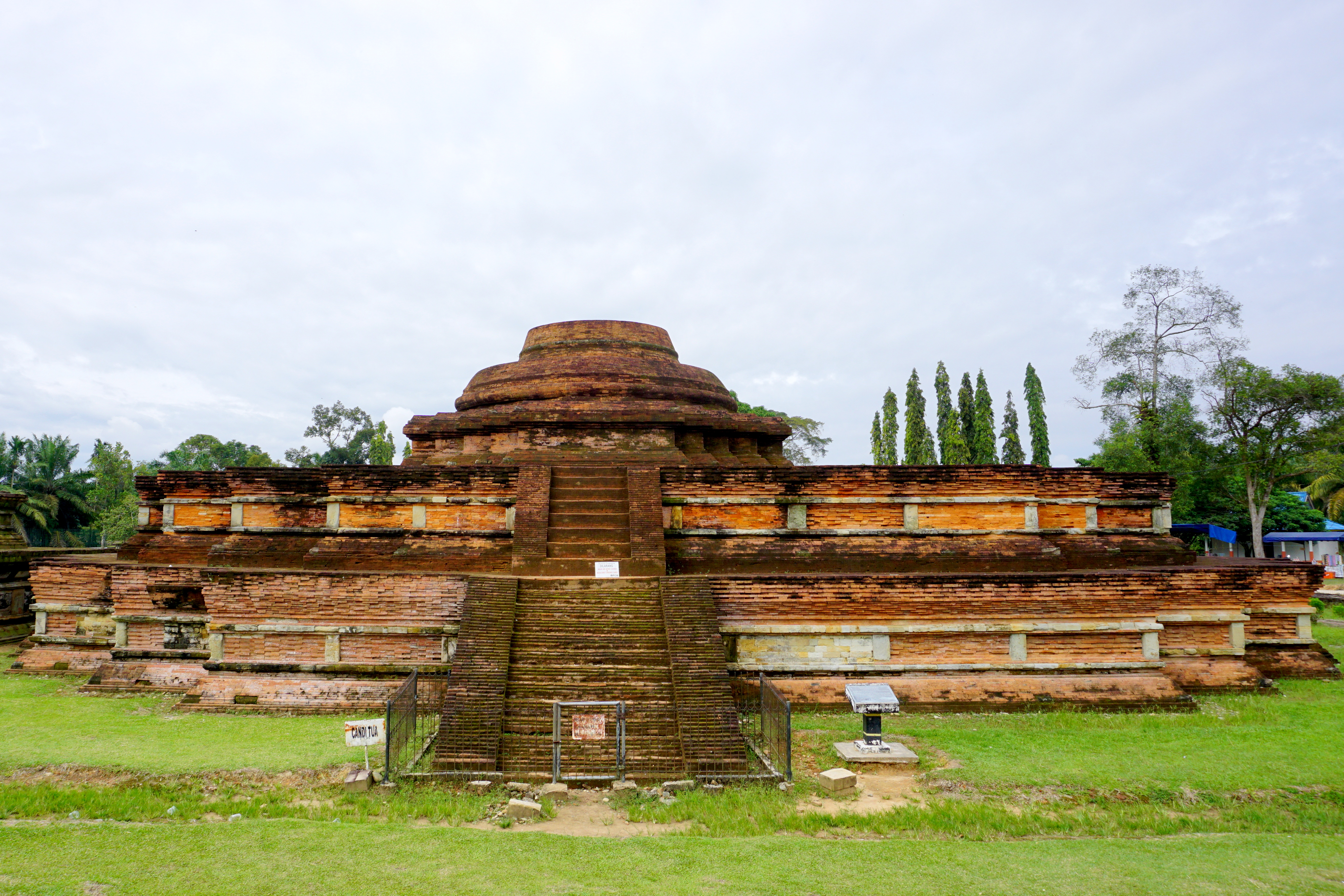
Candi Tua, el templo principal es una estupa escalonada.
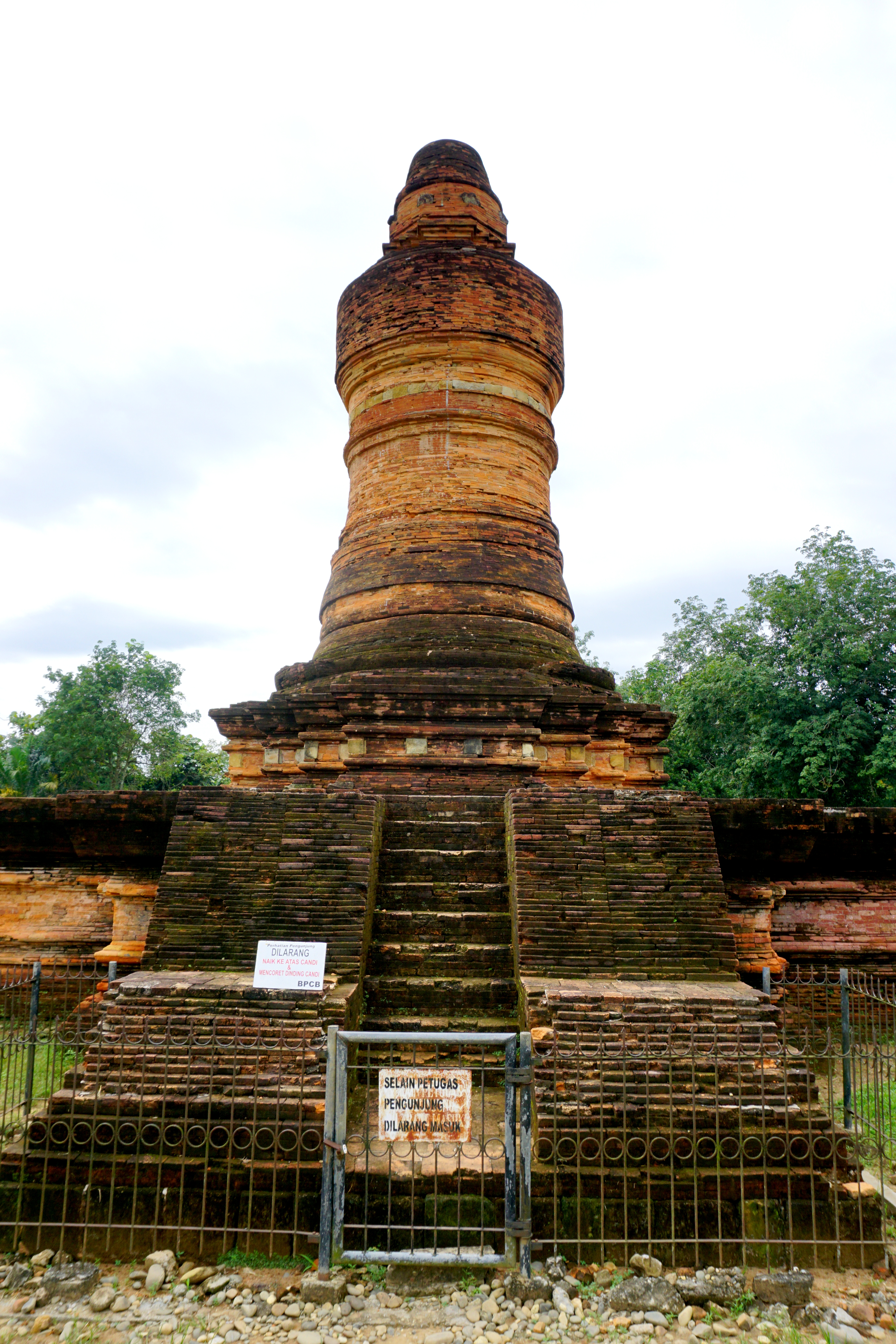
Candi Mahligai, la estupa más alta
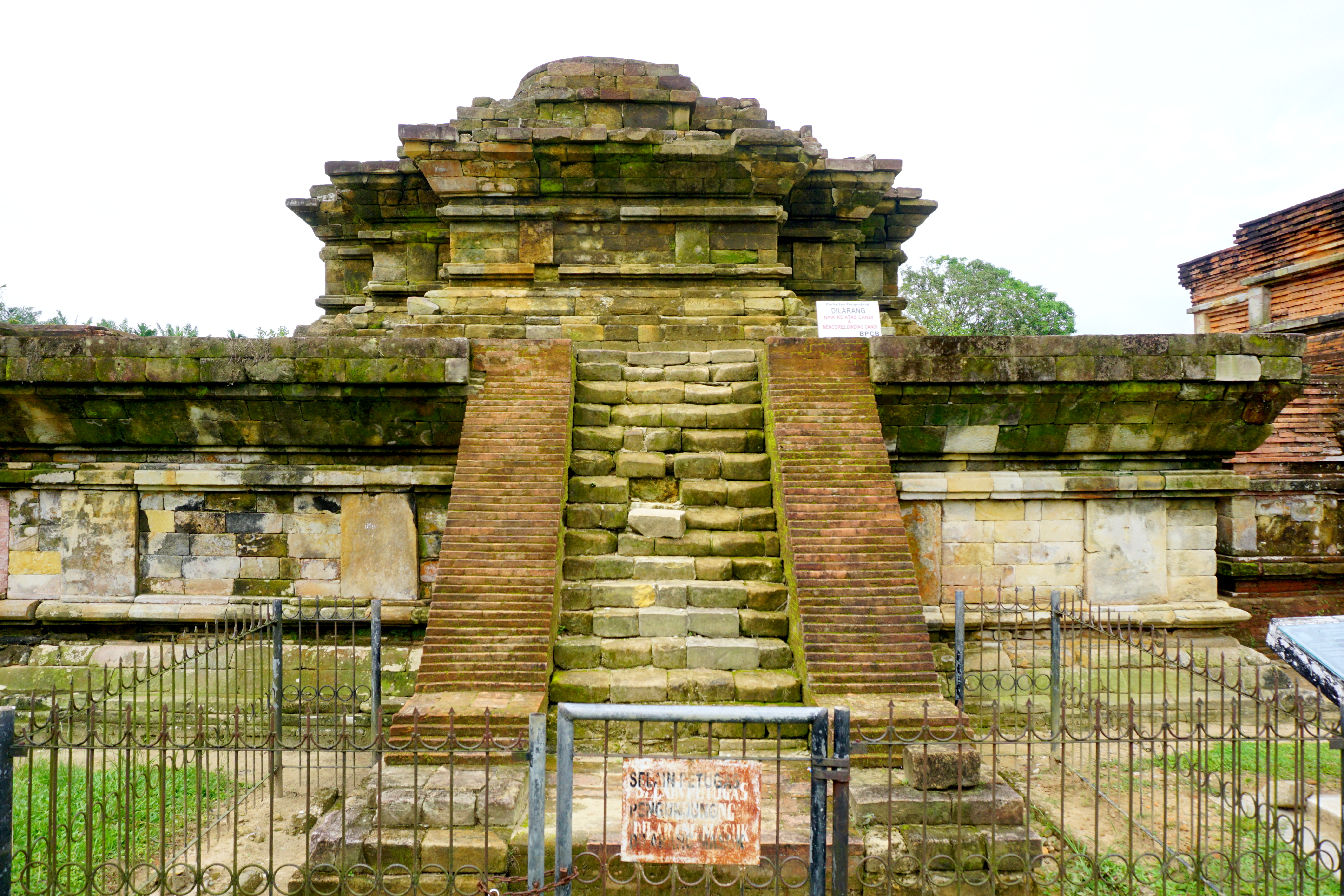
Candi Bungsu
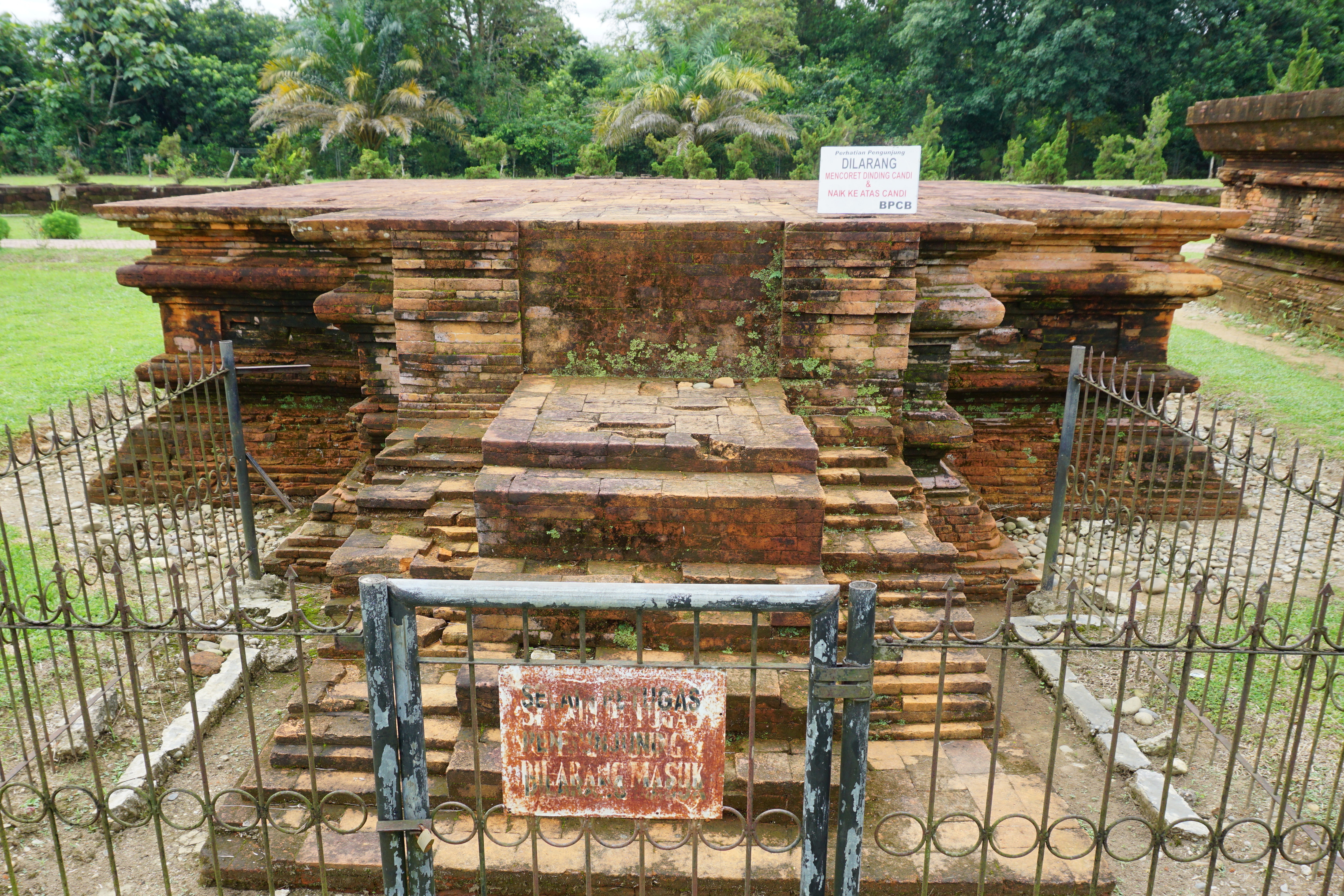
Candi Palangka